# Pinhead (canción)

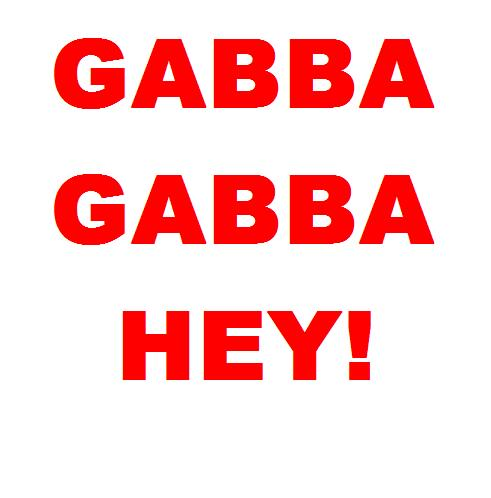
El eslogan de la banda

Pinhead es un sencillo de la banda de punk Ramones. Está incluido en el álbum Leave Home del año 1977.

## Historia
La canción está inspirada en una película de los años treinta, Freaks. Contiene el famoso eslogan de los Ramones "Gabba Gabba Hey!"
La canción se basa en una escena en la cual los freaks aceptan a una persona normal en su grupo después de casarse con uno de ellos:

Gabba gabba we accept you we accept you one of us.
texto de la canción

En la película Freaks se presenta un personaje que en la versión original dice:

Gobble, gobble, we accept her, we accept her, one of us, one of us!
Freaks

## Formación
- Joey Ramone - voz
- Johnny Ramone - guitarra
- Dee Dee Ramone - bajo
- Tommy Ramone - batería